# Laureano Prieto
Laureano Prieto Rodríguez (Carracedo da Serra, 9 de septiembre de 1907 - Orense, 23 de julio de 1977), fue un maestro especializado en etnografía gallega, particularmente relacionada con la comarca de Viana, provincia de Orense.

## Biografía
Hijo de Manuel Prieto y Adelina Rodríguez, estudió primeras letras con el párroco de Carracedo y posteriormente continuó sus estudios en Viana y Verín, y el bachillerato en el liceo de Orense. Emigró a Cuba, donde ya trabajaban su padre y su hermano Enrique, aunque pronto volvió a Galicia para estudiar magisterio. Fue allí donde conoció a Vicente Risco, con quien se interesó por las costumbres y tradiciones gallegas. Fue maestro en Bembibre, en Pentes y en La Gudiña. Más tarde se convirtió en profesor en Oleiros para volver a Orense, donde se jubiló.
Se casó dos veces, con Elena y Carmen, y tuvo una hija, María Elena.

## Obra
Paralelamente a su labor como docente, se dedicó a la investigación etnográfica y a la recopilación de léxicos y tradiciones de La Gudiña y Viana, publicando numerosos trabajos en diversas revistas especializadas, como el Boletín de la Comisión de Monumentos de Orense o el Boletín Avriense, tanto en gallego como en portugués. También colaboró intensamente con Vicente Risco, Florentino Cuevillas, Xesús Taboada Chivite, Xesús Ferro Couselo y Xaquín Lorenzo. Formó parte del grupo Marcelo Macías , creado por Ferro Couselo en 1970.
También ha colaborado con diversas instituciones, como el Museo Arqueológico Provincial de Orense. Participó, con Ferro Couselo, en las excavaciones del Castro de Santa Ádega (Vilamarín, provincia de Orense), en 1963.
Estos son algunos de los trabajos publicados:
- "Antiguas minas del río Camba", en Boletín de la Comisión de Monumentos de Orense, 1946.
- "Juegos infantiles (Tierra de La Gudiña)", en BCMO, 1947.
- "Cuentos de animales" en la Revista de Dialectología y Tradiciones Populares", 1948.
- "Notas etnográficas sobre animales domésticos y salvajes de La Gudiña", en Douro Litoral, 1949.
- "As adiviñas na terra da Gudiña (Ourense) e no concelho de Vinhais (Tras-os-Montes)", en DL, 1949.
- "A cantiga na Gudiña", en DL, 1950 e 1951.
- "La zooantropía en Galicia", en Zephyrus, 1953.
- "Astrología y meteorología popular", en BCMO, 1957-1958.
- "Contos vianeses", Galaxia 1958.
- "Contos pra nenos", Galaxia 1968.
- "A meiguería negra en terras de Viana do Bolo", en Boletín Avriense, 1971.
- "Notas encol da fala vianesa", en BA 1973.
- "Contos de cregos na terra de Viana", en BA 1978.